# Arthur Andersson (skeppsredare)
Anders Arthur Andersson, född 3 november 1880 i Hellestorp, Lemland (Åland), död 19 juli 1955 i Mariehamn, var en åländsk sjökapten och skeppsredare.

## Biografi
Arthur Andersson var son till en kofferdiskeppare i sjöfartssocknen Lemland och började sin sjömansbana i unga år. Redan som tolvåring, den 12 maj 1893, mönstrade han på en gammal skonare, Eli av Lemland, byggd 1874. Fadern fanns också ombord som understyrman.
Efter inseglad praktik tog han 1901 understyrmans- och följande år första styrmansexamen vid navigationsskolan i Mariehamn. Han avlade 1906 sjökaptensexamen vid navigationsskolan i Åbo. Samma år tog han även ångbåtsbefälhavarexamen.
Arthur Andersson förde befäl på ett flertal segelfartyg: galeasen Swiks, skonertskeppet Precis, fregatten Parchim, alla från Vårdö, nystadsbarken Port Caledonia och fyrmastade skonaren Atlas.
Precis köpte han 1911, och även Atlas var hans egen. Han verkade som befälhavare under första världskriget. År 1925 förvärvades järnbarkarna Oaklands och Transocean av rederibolag där Arthur Andersson innehade 75 respektive 68 hundradedelar. År 1927 lämnade han befälet i Atlas och etablerade sig som redare i Mariehamn för de tre fartygen. Transocean såldes 1927, Atlas 1931 och Oaklands 1934.
Hans verksamhet med maskindrivet tonnage inleddes 1928 med det kompositbyggda lastmotorfartyget Alca, som brukar betraktas som det första motorfartyget i Ålands handelsflotta. Arthur Anderssons verksamhet med ångdrivna fartyg inleddes år 1930 med inköpet av Minerva om 3 100 dwt. Därefter följde under 1930-talet bildandet av rederiaktiebolagen Barbro, Emily, Asta, Atlas och Asko för fartygsinköp.
Det år 1934 bildade Rederiaktiebolaget Asta kom att tjäna som ett samlande namn i Arthur Anderssons rederirörelse, även om fartygen till en början ägdes av separata bolag. Astabolaget existerade under 65 år och kom genom åren att äga nitton maskindrivna fartyg, nio ångare och tio motorfartyg. Vid rederiets frivilliga likvidation 1988 erhöll de 72 aktieägarna i aktier och penningmedel sammanlagt cirka 144,7 miljoner finska mark, fördelat på 273 aktier.
Arthur Anderssons hade många förtroendeuppdrag, däribland som ordförande i Ålands Redarförening, Redarnas Ömsesidiga Försäkringsbolag, Ålands Nautical Club och Ålands Aktiebanks förvaltningsråd. Han medverkade vid bildandet av flera såväl näringspolitiska som kulturella sammanslutningar och företag och var även flera år medlem av Mariehamns stadsfullmäktige och ordförande i dess beredningsutskott.
Av de officiella hederstecken som förlänades Arthur Andersson bör nämnas titeln sjöfartsråd (1948), riddartecknet av första klass av Finlands Vita Ros, Finlands Frihetskors av fjärde klass samt Förtjänstmärket för Finlands nationalhjälp.
Arthur Andersson bodde först med familjen i Lemland, flyttade 1906 till Vårdö och 1926 till Mariehamn.

## Familj
Arthur Andersson var son till kofferdiskepparen Viktor Andersson och hans hustru Ida, född Hagström, bosatta på Norra Näset i Hellestorp, Lemland (Åland). Fadern omkom i november 1911 som befälhavare på barken Augusta, byggd 1860, när fartyget råkade ut för en svår storm i Hitis skärgård i södra Finland. Samtidigt omkom 19-åriga systern Alie, påmönstrad som kock, och 18-årige brodern Guido som var konstapel ombord.
Arthur Andersson var från 1904 gift med Ilma, född Karlsson 1879 i Vårdö (Åland), död 1958 i Mariehamn, dotter till kofferdiskepparen Karl Johan Karlsson och hans hustru Johanna Serafina, född Eriksdotter. Makarna hade tre barn: 
- Karl Anders Levi Andersson, född 1904, död 1905,
- Saga Ida Serafia Andersson, född 1906, död 1993, gift med Frithiof Lindholm, byggmästare i Mariehamn, och
- Gun Johanna Viktoria Andersson, född 1910, död 1995, gift med Lennart Karlsson, stadskassör i Mariehamn och skeppsredare.